# Emmanuel-Henri-Charles de Crussol

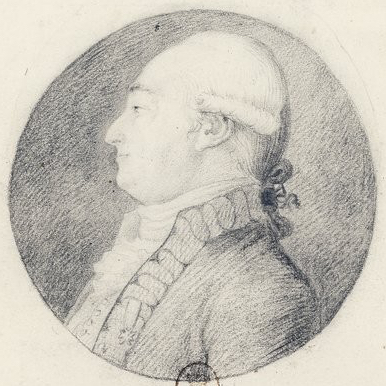
Porträt von Emmanuel Henri Charles de Crussol, Anonym, 1790

Emmanuel-Henri-Charles de Crussol d’Uzès (* 11. November 1741 in Paris; † 14. Juli 1818 ebenda), genannt le Baron de Crussol, war ein französischer General und Politiker.

## Leben
Er war der Sohn von Pierre-Emmanuel Marquis de Crussol et de Florensac und Marguerite Charlotte Fleuriau de Morville, damit ein Enkel des Ministers Charles-Jean-Baptiste Fleuriau de Morville, sowie Bruder des Malteserordens-Bailli Alexandre-Charles-Emmanuel de Crussol, Pair de France.

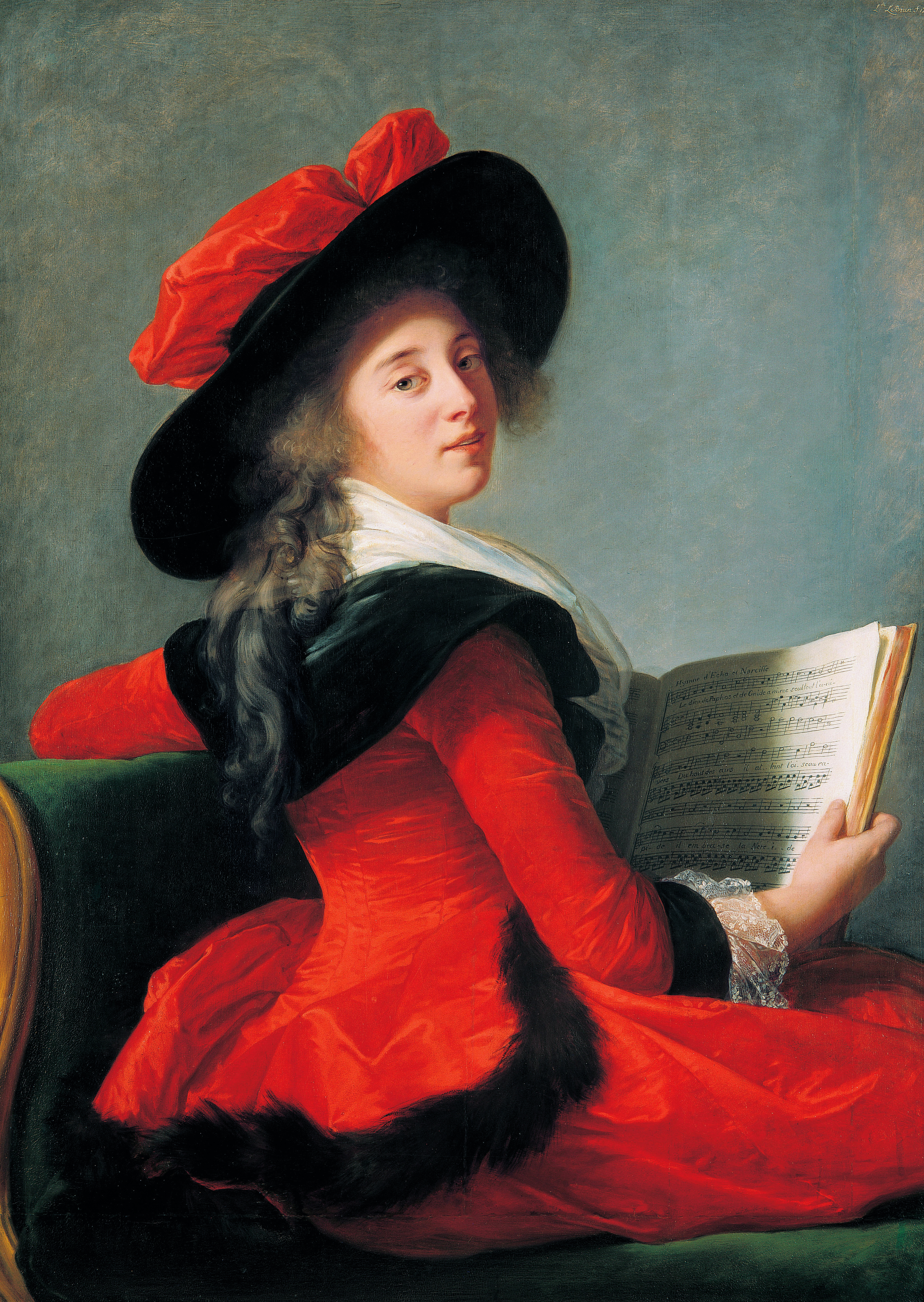
Porträt der Baronne de Crussol von Élisabeth Vigée-Lebrun, 1785,
Musée des Augustins, Toulouse

Am 20. Februar 1770 heiratete er Bonne Marie Gabrielle Joséphine Bernard de Boullainvilliers (* 11. November 1752 in Paris; † 1829); Tochter von Anne Gabriel de Boulainvilliers, Marquis de Boullainvilliers, und Adrienne Marie-Madeleine Ulphe d’Hallencourt de Boullainvilliers. Die Ehe blieb ohne Nachkommen.
Henri Charles Emmanuel de Crussol schlug eine Militärlaufbahn ein, wurde 1770 Colonel des Régiment de Berry Infanterie, am 1. März 1780 Brigadier und am 4. Dezember 1781 Maréchal de camp. Zudem war er Ritter im Ordre royal et militaire de Saint-Louis und im Ordre royal de Notre-Dame du Mont-Carmel et de Saint-Lazare de Jérusalem; er war Gouverneur-châtelain des Grosse Tour de Laon und Grand Bailli d’Épée in Stadt und Grafschaft Bar-sur-Seine. Diese Bailliage ernannte ihn am 24. März 1789 zum Abgeordneten des Adels für die Generalstände. Er saß auf der rechten Seite, leistete jedoch den neuen Eid, der nach der Abreise des Königs geleistet wurde, schloss sich aber nicht der Revolution an.
Er erschien erneut unter der Restauration, die ihn am 23. August 1814 zum Lieutenant-génèral des Armées du Roi machte. Er ist auf der Liste der Pensionäre des Trésor public vom 1. September 1817 aufgeführt, nach der er es auf eine Dienstzeit von 34 Jahren, 5 Monaten und 21 Tagen gebracht hatte.
Mit ihm erlosch 1818 der Zweig der Barone von Crussol.